# Специальное отделение (фильм)
«Специальное отделение» (фр. Section spéciale) — кинофильм режиссёра Коста-Гавраса, вышедший на экраны в 1975 году. Лента основана на книге Эрве Виллере L'affaire de la Section Spéciale. Картина получила приз за лучшую режиссуру на Каннском кинофестивале и номинировалась на премию «Золотой глобус» за лучший иностранный фильм, а также попала в десятку лучших зарубежных фильмов года по версии Национального совета кинокритиков США.

## Сюжет
Действие происходит в августе 1941 года в оккупированной Франции. Группа молодых коммунистов-подпольщиков, решив начать вооружённую борьбу, принимает тактику одиночных нападений на немецких военных. В результате их первой акции погибает немецкий офицер. Министр внутренних дел коллаборационистского правительства Виши, желая выслужиться перед оккупантами, отдаёт распоряжение найти шестерых виновных и казнить их в соответствии с новым чрезвычайным законом. Проблема заключается не только в том, что казнь должна состояться через считанные дни, а настоящие исполнители покушения не пойманы, но и в том, что чрезвычайный закон должен быть применён «задним числом». Большинство юристов, включая министра юстиции, воспринимают это как оскорбление своей профессиональной чести. Тем не менее, «государственные интересы» требуют жертв, и вскоре создаётся специальное отделение апелляционного суда, которое должно рассмотреть дело и покарать виновных. В качестве таковых решено использовать нескольких недавно осуждённых по политическим причинам лиц, чьи дела вновь пущены в ход...

## В ролях

### Политики и высшие должностные лица
- Луи Сенье — министр юстиции Жозеф Бартельми
- Ролан Бертен — Жорж Дера, секретарь по общим вопросам Министерства юстиции
- Майкл Лонсдейл — министр внутренних дел Пьер Пюше
- Иво Гаррани — адмирал Франсуа Дарлан, зам. председателя Совета министров в Виши
- Франсуа Местр — Фернан де Бринон, главный уполномоченный Виши на оккупированных Германией территориях
- Анри Серр — Жан-Пьер Энгран, уполномоченный от Министерства внутренних дел в оккупированной зоне

### Члены Сопротивления
- Жак Списсер — Пьер «Фредо» Жорж, коммунист-подпольщик, позднее Полковник Фабьен
- Эрик Лаборе — Жильбер Брюстлен, напарник Фредо в метро, коммунист-подпольщик

### Немцы
- Хайнц Беннент — майор Боймельбург

### Судьи и адвокаты
- Пьер Дюкс — генеральный прокурор Рауль Каваррок
- Жюльен Берто — Генеральный прокурор Виктор Дюпюи, руководитель Центральной прокуратуры
- Жак Франсуа — государственный обвинитель Морис Габольд
- Клаудио Гора — первый председатель апелляционного суда Франсис Вийет
- Мишель Галабрю — председатель Жан Курне
- Клод Пьеплю — председатель Специального отделения Мишель Бенон
- Жан Буиз — советник Рене Лине
- Жюльен Гиомар — помощник генерального прокурора, «раскольник» Морис Тето
- Жак Перрен — г-н Роже Лафарж, адвокат Авраама Тржебруцкого

### Подсудимые
- Бруно Кремер — Люсьен Сампе, журналист, секретарь по общим вопросам газеты «Юманите»